# Dārta Zunte
Dārta Estere Zunte (* 21. November 2000 in Riga) ist eine estnisch-lettische Skeletonpilotin. Sie nahm für Lettland 2016 an den Olympischen Jugend-Winterspielen im Skeleton teil.

## Karriere
Von der Leichtathletik wechselte Dārta Zunte 2014 zum Skeleton und in der Saison 2015/16 nahm sie an der OMEGA Youth Series teil, über welche sich die Skeletonfahrerinnen und -fahrer für die Olympischen Jugendspiele qualifizieren konnten. Bei den beiden Wettbewerben in Innsbruck belegte sie am 4. und 5. Dezember 2015 den vierten bzw. fünften Platz. Am 16. und 17. Dezember startete sie zudem bei den beiden Wettbewerben in Lillehammer und belegte dabei den elften bzw. siebten Platz. Sie konnte sich durch diese Ergebnisse für die Olympischen Jugend-Winterspiele 2016 qualifizieren und nahm am 19. Februar 2016 für Lettland an dem Skeleton-Wettbewerb teil. Nach zwei Läufen belegte sie in Lillehammer den fünften Platz.
In der Saison 2016/17 debütierte Dārta Zunte im Skeleton-Europacup und belegte auf ihrer Heimbahn in Sigulda am 6. November 2016 den achten Platz. In den weiteren vier Europa-Cup-Rennen, an denen sie teilnahm, kam sie nicht unter die Top Ten. Am Saisonende belegte sie in der Gesamtwertung des Europacups mit 138 Punkten den 18. Platz. Zum Abschluss der Saison nahm Dārta Zunte erstmals an einer Skeleton-Juniorenweltmeisterschaft teil und belegte am 28. Januar 2018 in Sigulda bei der Skeleton-Juniorenweltmeisterschaft 2017 den sechsten Platz.
Zu Beginn der Saison 2017/18 konnte Dārta Zunte bei den beiden Europacup-Wettbewerben in der norwegischen Stadt Lillehammer am 11. und 12. November 2017 mit den achten bzw. neunten Platz jeweils einen Top-Ten-Platz belegen. Diese beiden Top-Ten-Plätze konnte sie am 15. und 16. Dezember bei den beiden Europacup-Wettbewerben in La Plagne bestätigen, als sie den zehnten und neunten Platz belegte. Am 5. Januar 2018 debütierte sie in St. Moritz im Intercontinentalcup und konnte beim Wettbewerb auf dem Olympia Bob Run St. Moritz–Celerina den 24. Platz belegen. Am Ende der Saison belegte sie in der Gesamtwertung des Europacups den achten Platz mit 210 Punkten. Zum Abschluss der Saison nahm sie an der Skeleton-Juniorenweltmeisterschaft 2018 in St. Moritz teil und belegte dabei nach zwei Läufen den elften Platz.
Nachdem sie bei ersten Europacup-Wettbewerben der Saison 2018/19, an welchen sie teilnahm, sich nicht unter den besten zehn Starterinnen platzieren konnte, konnte Dārta Zunte am 26. Januar 2019 auf ihrer Heimbahn in Sigulda das erste Mal auf das Podest fahren. Sie belegte dabei hinter Janine Becker aus Deutschland und Agathe Bessard aus Frankreich den dritten Platz. Bei diesen Europacup-Wettbewerb wurde Race-in-Race auch die Skeleton-Junioreneuropameisterschaft ausgefahren und dabei gewann sie hinter Julija Kanakina aus Russland, welche nur bei der Junioreneuropameisterschaft gewertet wurde, und Agathe Bessard die Bronzemedaille. Am Ende der Saison belegte sie den elften Platz mit 169 Punkten in der Gesamtwertung des Europacups. Zum Abschluss der Saison nahm sie an der Skeleton-Juniorenweltmeisterschaft 2019 in Königssee teil und belegte nach zwei Läufen auf der Kunsteisbahn Königssee den zwölften Platz.
Nachdem sie am 8. Dezember 2019 mit einem neunten Platz in Winterberg in die Saison 2019/20 des Europacups gestartet ist, verpasste Dārta Zunte am 14. Dezember 2019 in Königssee mit dem vierten Platz knapp ihren zweiten Podestplatz im Europacup. Diesen erreichte sie am 19. Januar 2020 in Sigulda auf ihrer Heimbahn. Beim lettischen Doppelsieg belegte sie hinter ihrer Teamkollegin Endija Tērauda und vor der Russin Alina Tararytschenkowa den zweiten Platz. Am 24. Januar 2020 belegte sie in Altenberg den sechsten Platz. Diesen Platz bestätigte sie einen Tag später beim zweiten Wettbewerb und bei der Race-in-Race ausgetragenen Junioreneuropameisterschaft verpasste sie als Vierte knapp eine Medaille. Am Ende der Saison belegte sie in der Gesamtwertung des Europacups mit 300 Punkten den vierten Platz. Am 9. Februar 2020 belegte sie bei der Skeleton-Juniorenweltmeisterschaft 2020 in Winterberg den 18. Platz. Zudem schaffte sie zum ersten Mal in ihrer Karriere die Qualifikation für die Bob- und Skeleton-Weltmeisterschaften und belegte im ENSO-Eiskanal bei den Bob- und Skeleton-Weltmeisterschaften 2020 den 28. und damit letzten Platz.
Bei der Skeleton-Juniorenweltmeisterschaft 2021 in St. Moritz erreichte Zunte den 12. Platz, 2022 in Innsbruck mit dem 6. Platz ihr bis dahin bestes Ergebnis und 2023 in Winterberg einen beachtlichen 8. Rang.
Im Sommer 2022 entschied Dārta Zunte sich, aufgrund ihrer familiären Wurzeln die estnische Staatsbürgerschaft zu beantragen, welche ihr auch erteilt wurde. Hintergrund war ihre Einschätzung, vom estnischen nationalen Olympischen Komitee EOK bessere Unterstützung für die Verwirklichung ihres Traumes „Olympia 2026“ als in Lettland zu erhalten. Infolgedessen startet Dārta Zunte seit Beginn der Saison 2022/23 für Estland. Allerdings bleibt ihr die Teilnahme am IBSF-Skeleton-Weltcup sowie am Intercontinental-Cup vorerst verwehrt, da der estnische Verband noch keinen Quotenstartplatz hat. Diesen versucht Zunte nun über die Europa-Cup-Rennen zu erreichen.